# Spoorlijn 12B
Spoorlijn 12B was een Belgische goederenlijn voor de bediening van het oude gedeelte van de Antwerpse haven.

## Geschiedenis
Deze lijn werd in gebruik genomen in 1873, samen met het oostelijke ringspoor lijn 12. De lijn vertrok uit het goederenstation Schijnpoort, kruiste de lijnen 27A en 12, bediende achtereenvolgens de werkplaats en de stelplaats van Antwerpen-Dam en de goederenloods/douane-entrepot Dokken en Stapelplaatsen, en vertakte vervolgens naar de dokken in het oude gedeelte van de Antwerpse haven.
In 2001 werden de werkplaats en de stelplaats van Antwerpen-Dam opgeheven (vervangen door nieuwe stelplaats Antwerpen-Noord) en de sporen opgebroken. Dit gebied is een belangrijke zone van stadsrenovatie, met onder andere het Park Spoor Noord. Het imposante stationsgebouw "Goederenstation Dokken en Stapelplaatsen", daterend uit 1873, hoewel ontdaan van zijn spoorverbinding, bleef nog enkele jaren in gebruik als kantoorruimte, goederenloods en overlaadplaats voor B-Cargo en de pakjesdienst ABX-Logistics. In 2007 werd begonnen met de afbraak.

## Huidige status
Thans is de lijn volledig opgebroken en vervangen door Park Spoor Noord en stedelijke ontwikkeling.

## Aansluitingen
In de volgende plaats was er een aansluiting op de volgende spoorlijnen:
Antwerpen-Schijnpoort
Spoorlijn 12 tussen Antwerpen en Lage Zwaluwe
Spoorlijn 27A tussen Hoboken-Kapelstraat en Bundel Rhodesië